# Freising
Freising és una ciutat de Baviera, a Alemanya, capital del districte de Freising. El 2019 tenia 48.634 habitants. La ciutat està localitzada al nord de Múnic vora el riu Isar, a prop de l'aeroport. Qualsevol persona que agafi un avió o aterri a l'aeroport de Múnic pot veure el nord de la ciutat amb els seus dos famosos turons, el turó de la catedral amb el castell i la catedral de Freising, Weihenstephan i també el turó amb la fàbrica de cervesa més antiga del món.

## Importància cultural
Freising és una de les ciutats més antigues de Baviera, i va guanyar importància com un important centre religiós de l'edat mitjana. Va ser i continua sent el centre d'una important diòcesi. Al monestir s'hi crearen alguns documents d'importància històrica, entre el 900 i el 1200: Els manuscrits de Freising, escrits en eslovè i la Chronica sive Historia de duabus civitatibus (Crònica o història de les dues ciutatsno traduït) pel bisbe Otto de Freising.
A la Biblioteca Estatal de Baviera, a Múnic hi ha més obres significatiues.

## Història
Les troballes arqueològiques demostren que aquesta zona va ser habitada a l'edat de bronze. Sant Corbinià de Freising vivia en un santuari que ja existia l'any 724; va ser precursor de la diòcesi de Freising, que va ser establerta després de la seva mort per Sant Bonifaci de Fulda. D'acord amb la seva "Vita" pel Bisbe Arbe que va ordenar que un os portés el seu equipatge cap als Alps després que el seu cavall de càrrega es morís. L'os de càrrega continua sent el símbol de la ciutat, que apareix en l'escut d'armes tot i que la seu de diòcesi es va traslladar a Múnic l'any 1821. Freising ha mantingut la seu de la diòcesi d'administració fins avui.
764-783 El Bisbe Arbe va fundar una biblioteca i un escriptori a l'abadia. L'assentament va començar a esdevenir un centre religiós.
El 996, a la ciutat de Freising hi va rebre els drets d'emperador Otto III. El 1158, Freising va començar a perdre la seva importància econòmica. El 1159 s'hi va construir la Catedral Romànica.

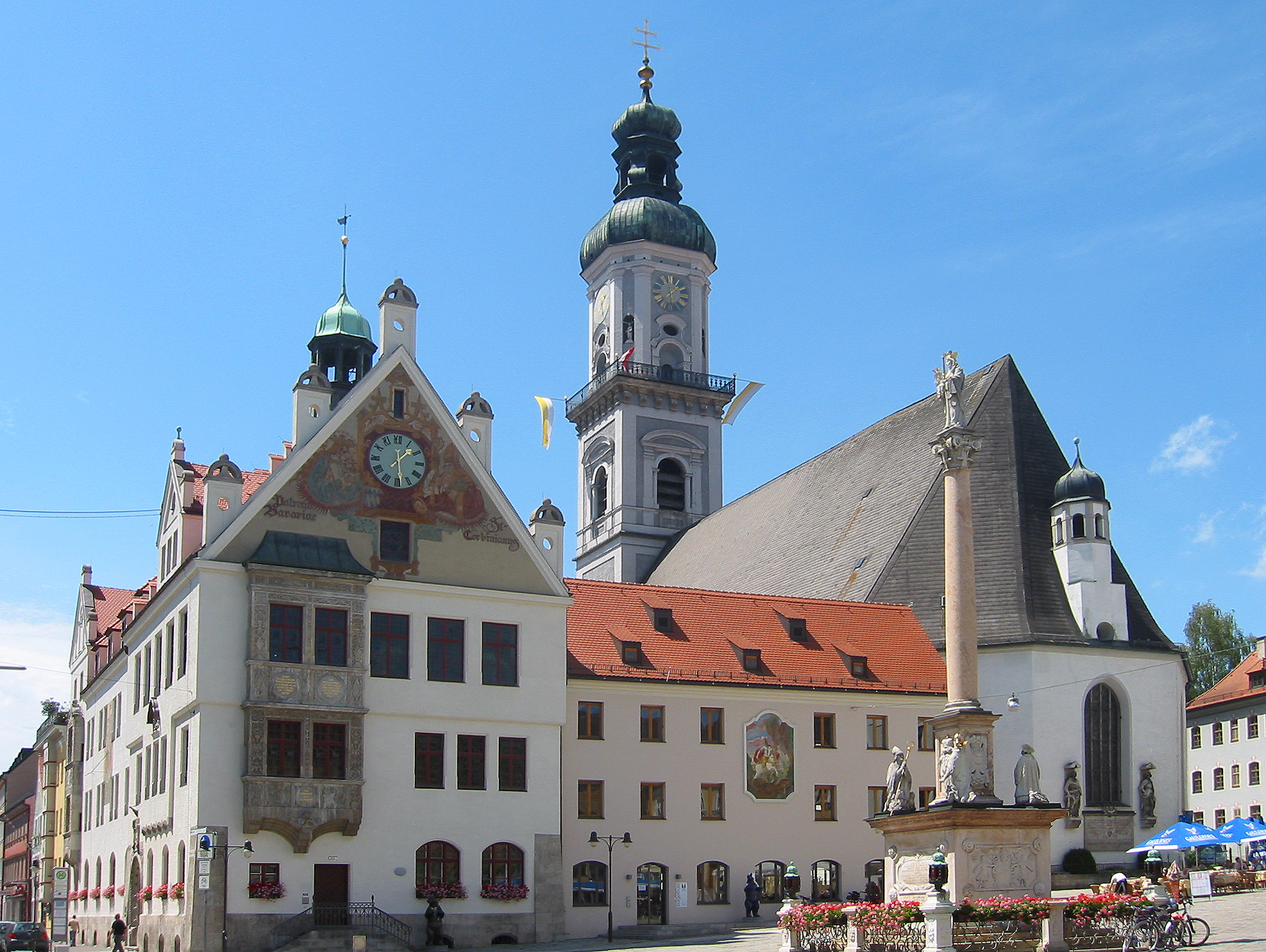
Der Freisinger Marienplatz mit Rathaus, Stadtpfarrkirche St. Georg und MariensÃ¤ule

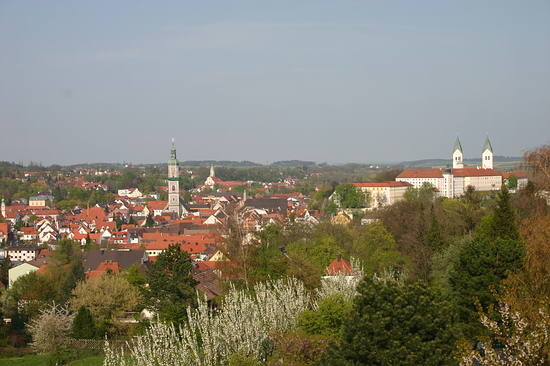
Vista de Freising

## Personatges il·lustres
- Otto de Freising (1112 - 1158), bisbe.
- Papa Benet XVI
- Ludwig Prandtl (1875-1953), físic pioner de l'aerodinàmica
- Benignus Ritter von Safferling (1825-1895), general i ministre de la Guerra
- Hans Edgar Oberstetter (1867 - 1933), compositor i baríton.